# Pseudothecadactylus australis
Pseudothecadactylus australis — вид ящірок родини диплодактилідів (Eublepharidae). Ендемік Австралії.

## Поширення і екологія
Pseudothecadactylus australis мешкають в штаті Квінсленд, на території півострова Кейп-Йорк та на островах Торресової протоки. Вони живуть на узліссях мусонних лісів, в тропічних лісах та на пустищах.